# 대한민국의 힙합
대한민국의 힙합은 1990년대부터 듀스, 서태지와 아이들, 지누션, 김진표 등의 뮤지션을 중심으로 본격적으로 발전하기 시작하여 지금은 서울과 부산, 대구를 중심으로 유명 크루들이 활동하고 에픽하이, 드렁큰 타이거, 키비, 다이나믹 듀오, 배치기 등의 실력자들이 활동한다. 2010년 3월, 에픽하이가 미국 iTunes 차트 1위를 해서 가요계에 한획을 그었고, 에픽하이의 리더 타블로는 다음해 미국 iTunes 차트 1위와 동시에 빌보드 월드 앨범 차트 2위와 5위, 핫백 99위를 차지하는 기염을 토했다.

## 역사

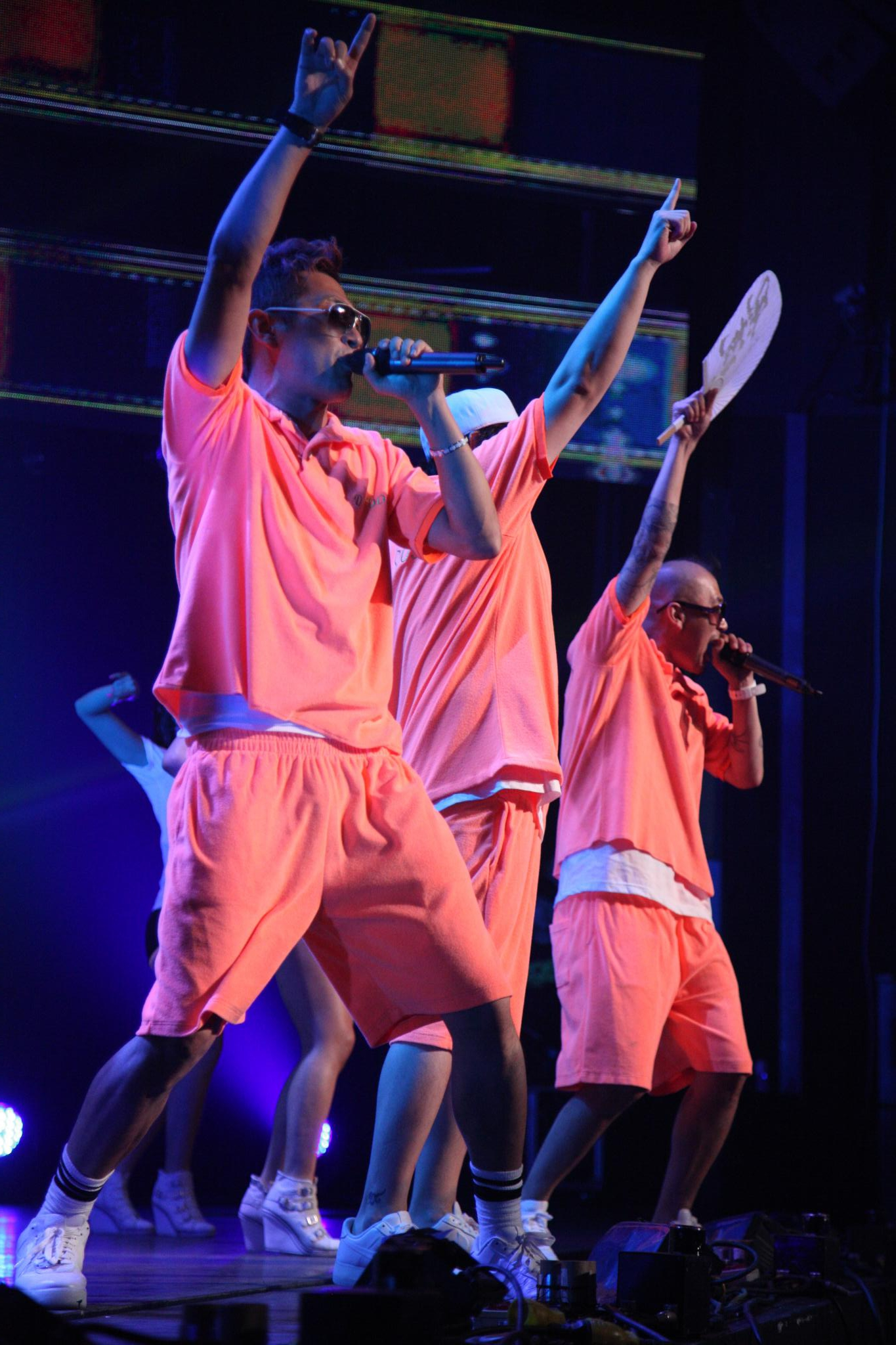
힙합을 대한민국의 정서에 맞게 접목시킨 DJ DOC

대한민국에서 힙합의 시작의 시기나 음악 형태에 대한 시각은 엇갈리지만, 힙합을 주로 이루는 랩(Rap) 음악을 처음으로 선보인 대한민국의 가수는 록 그룹 출신으로 힙합과는 무관한 가수인 홍서범이 1989년에 발표한 〈김삿갓〉이다. 브레이크 비트(Break beat)위에 음표가 전무하고 모든 가사가 빠른 랩으로 진행되는 이 곡을 대한민국 랩의 시초라고 보는 시각이 있다. 미국에서 태동하여 유행하던 음악을 홍서범이 시도한 것으로, 힙합을 하겠다는 생각을 바탕으로 작업한 곡은 아니지만 미국에서 유행하던 랩 음악을 따라했고, 곡의 형태도 랩의 요소가 첨가되어있다. 그러나 이 곡에 대한 중요성은 크게 부각되지 않았다. 비슷한 시기에 활동하던 현진영과 나미도 랩 댄스라는 장르를 통해 대한민국 랩 음악 초기를 이끌었다. 특히 나미는 1989년에 발표한 자신의 히트곡인 〈인디언 인형처럼〉을 1990년에 리믹스라는 개념을 도입해 싱글 음반을 발매하면서 다양한 형태의 음악 장르를 접목시켰는데, 그 중 가장 알려진 곡은 신철의 랩이 삽입된 랩 버전의 리믹스 곡이다. 또한 대한민국 대중가요에서 리믹스라는 개념을 도입해 신성한 충격을 주었다. 또한 나미는 리믹스 버전에서 랩을 했던 신철의 소속팀인 붐붐과 함께 방송활동을 하며 나미와 붐붐을 결성했고, 랩퍼와 프로듀서로 활동하면서 독특한 음악 세계를 보여주며 랩과 리믹스라는 장르를 적극적으로 받아들였던 신철의 영향을 받는 등 대한민국의 초기 랩 음악의 출발선을 끊었다.
1990년대에 들어서는 랩을 가요에 접목시킨 새로운 시도들이 선보여졌다. 1992년 여고생 가수였던 박준희가 리믹스 앨범 〈눈 감아봐도II〉에서 여자가수로는 처음으로 랩을 선보였으며 015B는 두 번째 음반에서 〈너에게 들려주고 싶은 이야기〉에서 속삭이는 듯한 랩 스타일인 슬로우 랩으로 모든 가사를 랩으로 풀어내었고, 신해철이 이끈 록 밴드 넥스트도 첫 정규 음반 Home에서 비판적인 내용의 영어 랩을 선보이는 등 랩과 가요와의 연결고리를 만들어내는 데 주력하였다. 특히, 이 그룹의 리더인 신해철은 넥스트 결성 이전에도 1990년 1집 《Tea Time》수록곡 중 `안녕`이란 곡과 1991년 2집 《Myself》 수록곡 `50년 후의 내 모습`을 통하여 영어랩을 선보인 바가 있다. 또한 이 2집 앨범에서는 `재즈 카페`, `나에게 쓰는 편지`란 곡에 나레이션 랩을 추가하기도 했다. 훗날 업타운로 활동하게 되는 정연준은 랩 뿐만 아닌 흑인 음악을 전체적으로 받아들이고 연구해 이국적인 스타일이 담긴 음악을 선보이기도 했다. 랩퍼 두 명과 보컬 한 명으로 구성되어 전형적인 랩 그룹의 모습을 갖추고 대한민국 내에 힙합을 뿌리내리기 시작한 DJ DOC도 활동 초기에는 대중 가요에 가까운 음악을 선보였으나 차츰 힙합 특유의 풍자적인 가사나 강한 개성을 내세워 The Life... Doc Blues 5%같은 명반을 내놓기도 했다.
하지만 한국어 랩의 완성도와 라이밍(Rhyming) 등 기술적인 부분은 상당히 부족했기 때문에 흑인 음악의 본고장인 미국에서 힙합의 영향을 받고 한국으로 돌아와 음악 활동을 하는 재미교포 가수들의 비중이 커졌다. 솔리드의 이준, 업타운의 카를로스, 스티브, 그리고 타샤(t, 윤미래), 드렁큰 타이거 등이 가요계에서 활약했지만, 한국어 랩은 극히 드물었던 대신 세련되고 발전된 영어 랩을 내세워 대한민국에서 랩 음악은 물론 전반적인 힙합이라는 장르를 알리는데 큰 기여를 했다.

## 요소

### 랩
각운을 이루는 말을 리듬에 맞추어 음악적으로 발성하는 것을 일컫는다.

### 디제이
DJ는 원래 디스크를 골라 재생하는 사람을 뜻하지만, 주로 힙합에서는 턴테이블 등을 이용하여 노래에 스크래칭을 넣는 등의 역할을 한다.

### 그래피티
주로 그래피티라고 불린다. 주로 스프레이 페인트를 이용하여 그리는 그림을 뜻한다.

### 브레이크 댄스
비보잉이라고도 불린다.

## 랩의 구성

### 라임
가사를 구성하고 배치하는 능력이다. 스타일은 한글 음의 끝부분을 맞추는 각운(脚韻)과 첫부분을 맞추는 두운(頭韻) 등이 있는데, 대부분 이들을 혼합해서 다양한 라임들을 만든다. 라임으로 유명한 랩퍼로 타블로(에픽하이의 리더 겸 멤버), 피타입, 화나, 버벌진트, 더블 케이, 4WD 등이 있다.

### 플로우
가사를 특유의 리듬으로 가공하는 능력이다. 즉, 가사를 리드미컬하게 읊어내는 기술을 뜻한다. MC들에겐 고유의 플로우가 있으며, 리스너의 취향에 따라 선호하는 플로우 기법과 MC가 각기 다른 경향이 있다.

## 랩 용어

### 프리스타일
즉석에서 랩을 구상해 부르는 것이다. 이런 식으로 랩배틀을 펼치는 경우가 많다.
유명한 프리스타일 랩퍼로는 Sool J, Huckleberry P, JJK, 서출구, Dragon.AT, 지조, 올티, Nassan(이)가 있다.

### 디스
랩으로 다른 사람들을 비판, 또는 비방하는 것을 말한다.

### 에이케이에이
As known as 혹은 Also known as의 약칭이다. 보통 랩퍼의 풀네임에 등장하는데, '일명'이라는 의미이다. 대표적으로는 양동근 a.k.a YDG이다.

### 피처링 (feat. Featuring)
약자로 Feat.라고 쓴다. 해당 곡에 다른 뮤지션이 참여했다는 의미다.

### 비트
반주 또는 배경음을 가리킨다. MR이라고도 한다.

### 펀치라인
랩에서, 한 방 먹은 기분이 들 정도로 표현이 매우 절묘한 부분을 일컫는다.
보통 해학적인 내용으로서 풍자적인 성격을 띤다. 펀치라인을 잘 쓰는 힙합퍼는 타블로, 블랙넛, 수퍼비, 스윙스, 저스디스, 올티 등이 있다.

### 싱코페이션
당김음이라고도 한다. 라임을 반박자 앞으로 당기는 느낌을 주는 것을 말한다. 한해가 주로 사용한다.

### 레이백
미는음이라고도 한다. 라임을 반박자 뒤로 미는 느낌을 주는 것을 말한다.

### 텅트위스팅
거센소리를 이용해서 혓바닥을 튕기듯이 랩을 하는 것을 말한다.

### 오버그라운드
약칭 '오버'. 대중 매체에서 활동을 하는 것을 말한다. 그러나 확실한 정의가 존재하지는 않는다. '메인스트림'과 같은 의미로 쓰인다. 상업적이라는 비판을 받기도 한다.

### 언더그라운드
약칭 '언더'. 오버그라운드와는 반대되는 개념으로 대중 매체에서 활동하지 않고 공연이나 앨범 중심의 활동을 하는 것을 말한다. 그러나 확실한 정의가 존재하지는 않는다. 인디와 비슷한 개념이지만 인디는 자립한다는 뜻이고, 언더그라운드는 대중적으로 활동하지 않는 것을 뜻한다. 음악성에 대해 과한 맹신을 받기도 한다. 보통 사운드 클라우드나 유튜브에서 활동한다.

### 호미
마더퍼커(Motherfucker), 빗치(Bitch) 등과 함께 청중이나 동료를 가깝게 부르는 속어. 미국 갱스터 계열의 랩퍼들이 많이 쓴다.

### 리스펙트
존경, 경의를 나타낸다

### 엠씨
마이크로폰 체커(Microphone Checker) 혹은 마이크로폰 콘트롤러(Microphone Controller) 혹은 마스터 오브 세례모니(Master of ceremoney)의 약칭 . 대체로 마이크의 지배자라는 뜻으로 래퍼들이 자신을 지칭하는 말이다.
최근 "Move the Crowd, 관중을 움직이는 사람"의 약자라고도 한다. MC Meta, MC Sniper.

## 대한민국의 크루와 레이블
힙합퍼들의 회합을 이르는 명칭이다. "크루"는 힙합 멤버들이 친목 단체 형식으로 결합한 구조를 말하고, "레이블"은 좀 더 나아가 회사와 같은 경영 구조로까지 발전된 개념을 말한다. 다음은 주요 크루와 레이블의 설명이다.

### 마스터 플랜
한국에서 가장 역사가 오래된 레이블이다. 마스터플랜이라는 클럽에서 태동하여, MC 메타, 주석, MC 성천, DJ 소울스케이프 등을 배출한 유서깊은 곳이다. 90년대 후반부터 2000년대 초까지 '대한민국' 시리즈, MP Hip Hop Project 등 정기적으로 레이블 앨범을 발매했다. 홈페이지는 이다.

### 무브먼트
대한민국에서 최고라고 불리는 크루이며 근래 방송으로 진출하여 가장 대중적으로 지명도가 높은 크루이다. 멤버들 중에는 기독교 신자들이 많아 붓다 베이비 크루와 대조되는 면이 있다. 드렁큰 타이거를 중심으로 다이나믹 듀오, 에픽하이, 부가 킹즈, TBNY, 리쌍 등의 팀이 있고, 윤미래, Sean2slow, Deegie, 도끼, 은지원 등의 멤버가 있다.

### 붓다 베이비
다른 크루 & 레이블과 별다른 교류 없이 독자주의를 고수하는 크루이다. "붓다 베이비"라는 이름은 설립자 MC 스나이퍼가 불교 신자인 데서 생겨났다. MC 스나이퍼를 중심으로 배치기, 아웃사이더 등이 소속해 있다.

### 스나이퍼 사운드
MC 스나이퍼가 2006년에 설립한 레이블이다. 크루인 붓다 베이비와는 독립적인 단체이다. 주로 붓다베이비에 속해 있기도 하고. 스나이퍼 사운드에 속해있지만 붓다베이비에 들어가는 경우와 속해 있지 않는 경우도 있다.
MC 스나이퍼, MC BK, Mr.Room 9, KTC.O.B 등이 있다.
홈페이지는 snipersound.com이다.

### 빅 딜
'Big'이라는 이름답게 대부분 육중하고 중후한 톤의 하드코어 힙합을 하는 것이 특징이다. Shock E와 Mild Beats를 중심으로 데드피 (Dead'P), 어드스피치 (Addsp2ch), 넥스트플랜 (nextplan), 다이너마이트 (dynamite) 등이 있다. 빅딜레코드(레이블) 주축 멤버들이 빅딜스쿼드(크루)를 결성했다.

### 소울 컴퍼니
2004년 경 "하자 프로젝트"로 시작된 레이블이다. 사장 격인 키비 (Kebee)의 감성적인 이미지로 유명하다. 키비(Eluka), 더 콰이엇 (The Quiett), 라임 어택 (Rhyme-A-), 최적화의 멤버였던 화나, Syntax-Error의 멤버였던 D.C, 매드 클라운 (Mad Clown), DJ 웨건 (DJ Wegun)등의 멤버와 로퀜스 (Loquence) 등의 팀이 있다. 랍티미스트 (Loptimist)도 참여했다가 정글 엔터테인먼트로 소속을 옮겼고 2011년 1월 1일 창설멤버격인 더 콰이엇이 탈퇴해 도끼와 함께 일리네어 레코드를 설립하여 독립했다. 11월 27일, 마지막 콘서트를 끝으로 해체했다.

### 한량사
마스터 플랜에서 파생했다. 대팔, MC 메타, MC성천 등이 모여 '절충' 앨범을 발매했다. The Z 등도 소속되어 있다.
DJ Skip이 대표로 있었고 현재 해체되었다.

### 소울 커넥션
CSP의 지인들이 뭉쳐 탄생한 레이블이며 매슬로 (Maslo), 라이믹스 (Rhymics), 키리얼 (KeyReal), 라이로드 (RiLord), 광요 등이 있다.

### 가라사대
Da Crew의 멤버였던 Seven이 중심이 되는 레이블. 현재는 해체되었다.

### 신의 의지
소울 컴퍼니가 나오기 직전 가장 활발히 언더그라운드에서 활동한 한국 레이블이며 현재는 해체되었다.

### 개화산
마찬가지로 중심격인 팔로알토 (Paloalto)가 빠져나가면서 점차 쇠퇴하는 크루 중 하나다. 라마 (Rama), GLV 등이 소속하고 있다.

### 부다 사운드
DJ DOC를 중심으로 하는 레이블이며 바스코, 라임 버스 (Rhyme Bus), Red-Roc, 45RPM, 부랑 등이 있다.

### 오버클래스
버벌 진트를 중심으로 결성된 신흥 크루이다. 수장은 Warmman이며, 그 외의 멤버로는 Swings, B-soap, NODO, San-E, Rimi, Kjun, 크루시픽스 크릭, Lobotomy, 어반 자카파의 조현아 등이 있다. Steady B, 우주선은 나중 탈퇴했으나 초기멤버였다

### 지기 펠라즈
부산을 중심으로 결성된 크루이다. Basick, InnoVator 등이 있다.

### 맵더소울
에픽하이가 설립한 레이블이자 크루. 멤버로선 도끼, 에픽하이, MYK, 플래닛 쉬버, 케로 원, 덤파운데드 등이 있다.
현재는 레이블이 해체되면서 크루로서 개념으로 남게 되었다.

### 블록 버스터
아웃사이더 중심의 레이블 겸 크루. 크루 형태를 기반으로 2006년 8월 설립되었다. 현재 멤버로는 아웃사이더, Randong, One Stone, Lonie Jay, K-Proud, Slapstick, Supmario, KEIKEI 등이 있고, 소속 그룹으로는 Sunday 2pm, Swagger 등이 있다. 홈페이지는 b-busterz.com이지만 현재 해체되었다.

### 아메바 컬쳐
다이나믹 듀오가 2006년 9월에 설립한 레이블이다. 다이나믹듀오, 슈프림 팀, OCD, 리듬파워 (a.k.a 방사능), 프라이머리 로 구성되어 있다.

### 정글 엔터테인먼트
드렁큰 타이거의 멤버 타이거 JK가 설립자 및 소속 아티스트로 속했던 레이블.(현재는 사임) 2014년 타이거 JK, 윤미래, 비지가 독립하여 필굿뮤직을 설립하였다.

### 브랜뉴 스타덤
조PD가 CEO로 있는 레이블. 본래 라이머의 브랜드 뉴 프로덕션에 조PD가 합류하면서 브랜뉴 스타덤으로 바뀌었다. 멤버 대부분이 과거 브랜드 뉴 프로덕션 소속으로, 조PD를 중심으로 미스 에스가 있다.

### 브랜뉴 뮤직
2011년에 라이머를 중심으로 브랜뉴 스타덤의 멤버들 중 일부가 브랜뉴 스타덤을 떠나
창립한 레이블. 라이머, 버벌 진트, 비즈니즈, 스윙스, 스컬, 킵루츠 등이 있다. 최근에는 신인 그룹 팬텀을 데뷔시켰다.
스윙스는 2014년 8월 31일부로 브랜뉴 뮤직과 계약이 만료되었다.

### 섹시 스트릿($exy $treet)
씨잼(C Jamm)이 수장으로 있는 크루로 씨잼(C Jamm), 최엘비, 키보(Keebo), 엄코(Eumko), 이조(E-Jo), 황탁 등으로 구성되어있다.

### 일리네어 레코즈
도끼와 더 콰이엇이 2011년 공동으로 설립한 레이블로 빈지노가 아티스트로 소속되어 있다. 산하 레이블로 앰비션 뮤직을 운영하고 있으며, 김효은, 창모, 해쉬스완, 애쉬 아일랜드, 웨이체드, 릴러말즈, 제네 더 질라가 소속되어 있다. 그리고 2020년 7월 7일 공식 해체선언을 했다.

### 필굿뮤직
2014년 타이거 JK, 윤미래, 비지가 독립하여 설립한 레이블이다. 2016년 주노플로를 영입하였다.

### 저스트 뮤직
래퍼 스윙스가 2009년에 세운 레이블. 창립 당시 현재 멤버와는 다른 멤버로 시작했으나 2011년 말 경 기리보이를 제외한 대부분의 멤버가 탈퇴했고, 이후 새로운 멤버 등이 들어오면서 라인업이 완성되었다. 그 후 2014년 8월 13일 스윙스가 브랜뉴뮤직과의 계약이 종료되고 쇼미더머니3에서 인지도를 크게 끌어올려 본격적으로 큰 규모의 팬층을 만들어냈고 새 멤버들을 적극적으로 더 영입하면서 활발히 활동을 하고 있는 중이다. 2017년 4월 스윙스가 인디고뮤직을 설립했으며 산하라는 말도 있으나 스윙스는 아니라고 한다. 2018년 10월 11일 스윙스와 기리보이가 위더플럭 레코즈를 공동 설립했다. 2020년 1월 26일 스윙스는 IMJMWDP의 CEO를 내려놓기로 결정하였다.

### AOMG
AOMG는 박재범과 Cha Cha Malone이 세운 한국의 힙합 레이블로서, 박재범이 CEO를 맡고 있다. 소속 아티스트들은 현재 자신들의 곡뿐만 아니라 타 가수들의 곡에 프로듀싱, 피처링 등으로 활발히 활동하고 있고, 각종 공연의 메인으로 활약하고 있기도 하다. 또 구성원을 보면 알 수 있듯이 여기는 레이블 내에서 프로듀싱과 디제잉, 뮤직비디오 제작, 뮤직아트등 거의 모든 것을 소화해 낼 수 있다.

### 하이라이트 레코즈
초창기에는 GLV, 에이조쿠, 소울원 등 팔로알토의 크루인 개화산 멤버들을 주축으로 시작했으며, 후에 비프리, 오케이션, 허클베리피, Evo(22LSON 컴퍼니 소속, 2015년 기준으로는 탈퇴) 등을 영입하며 세를 키우게 된다. 창단 멤버들보다는 후에 영입된 뮤지션들이 더욱 활발하게 활동하며 하이라이트 레코즈의 색깔을 만들어왔다는 점은 팔로알토의 안목이 돋보이는 부분이라 할 수 있다.
음악적인 색깔은 모든 멤버들이 각자 특이한 색을 가지고 있어 더욱 빛나는 실력의 레이블이다. '한국 힙합을 이끌어 나갈 레이블이라는 말도 있을 정도. 음악적 퀄리티로는 한국 힙합 레이블 중 최상위라고 자부할 수 있다.
지금은 해체했다

## 같이 보기
- 랩
- 압운법 - 각운, 두운, 요운

## 참고 자료
- 김영대, 김봉현, 윤호준, 조일동, 최지호, 이상현 (2008년). 《한국힙합, 열정의 발자취》. 도서출판 한울. ISBN 9788946042551.